# Terry Lartey Sanniez
Terry Lartey Sanniez (Amsterdam, 10 agosto 1996) è un calciatore olandese, difensore svincolato.

## Carriera

### Club
Cresciuto nel settore giovanile dell'Ajax, il 17 febbraio 2015 firma il primo contratto professionistico con i Lancieri, di durata triennale. Impiegato esclusivamente con la seconda squadra del club di Amsterdam, il 10 luglio 2018 viene tesserato dal N.E.C., con cui si lega fino al 2021. Rimasto svincolato dopo aver conquistato la promozione in Eredivisie, il 31 agosto 2021 firma un biennale con il Celje. Il 24 maggio 2022 rescinde il contratto che lo legava agli sloveni, facendo poi ritorno al N.E.C., dopo aver sostenuto un periodo di prova con la società di Nimega.

### Nazionale
Ha rappresentato le nazionali giovanili olandesi.

## Statistiche

### Presenze e reti nei club
Statistiche aggiornate all'8 febbraio 2023.
| Stagione         | Squadra          | Campionato       | Campionato | Campionato | Coppe nazionali | Coppe nazionali | Coppe nazionali | Coppe continentali | Coppe continentali | Coppe continentali | Altre coppe | Altre coppe | Altre coppe | Totale | Totale |
| Stagione         | Squadra          | Comp             | Pres       | Reti       | Comp            | Pres            | Reti            | Comp               | Pres               | Reti               | Comp        | Pres        | Reti        | Pres   | Reti   |
| ---------------- | ---------------- | ---------------- | ---------- | ---------- | --------------- | --------------- | --------------- | ------------------ | ------------------ | ------------------ | ----------- | ----------- | ----------- | ------ | ------ |
| 2014-2015        | Jong Ajax        | 1D               | 14         | 0          |                 | -               | -               |                    | -                  | -                  |             | -           | -           | 14     | 0      |
| 2015-2016        | Jong Ajax        | 1D               | 24         | 0          |                 | -               | -               |                    | -                  | -                  |             | -           | -           | 24     | 0      |
| 2016-2017        | Jong Ajax        | 1D               | 30         | 0          |                 | -               | -               |                    | -                  | -                  |             | -           | -           | 30     | 0      |
| 2017-2018        | Jong Ajax        | 1D               | 13         | 0          |                 | -               | -               |                    | -                  | -                  |             | -           | -           | 13     | 0      |
| Totale Jong Ajax | Totale Jong Ajax | Totale Jong Ajax | 81         | 0          |                 | -               | -               |                    | -                  | -                  |             | -           | -           | 81     | 0      |
| 2018-2019        | N.E.C.           | 1D               | 28         | 0          | CO              | 1               | 1               |                    | -                  | -                  |             | -           | -           | 29     | 1      |
| 2019-2020        | N.E.C.           | 1D               | 7          | 0          | CO              | 1               | 0               |                    | -                  | -                  |             | -           | -           | 8      | 0      |
| 2020-2021        | N.E.C.           | 1D               | 8+3        | 0          | CO              | 1               | 0               |                    | -                  | -                  |             | -           | -           | 12     | 0      |
| 2021-2022        | Celje            | 1.SNL            | 14         | 0          | CS              | 0               | 0               |                    | -                  | -                  |             | -           | -           | 14     | 0      |
| 2022-2023        | N.E.C.           | ED               | 4          | 0          | CO              | 3               | 0               |                    | -                  | -                  |             | -           | -           | 7      | 0      |
| Totale carriera  | Totale carriera  | Totale carriera  | 145        | 0          |                 | 6               | 1               |                    | -                  | -                  |             | -           | -           | 151    | 1      |

## Palmarès

### Club

#### Competizioni nazionali
- Eerste Divisie: 1

Jong Ajax: 2017-2018